# Rijksbeschermd gezicht Maastricht
Gezicht Maastricht is een van rijkswege beschermd stadsgezicht in Maastricht in de Nederlandse provincie Limburg. De procedure voor aanwijzing werd gestart op 20 november 1975. Het gebied werd op 27 oktober 1982 definitief aangewezen. Het beschermd gezicht beslaat een oppervlakte van 175,4 hectare.
Panden die binnen een beschermd gezicht vallen krijgen niet automatisch de status van beschermd monument. Wel zal de gemeente het bestemmingsplan aanpassen om nieuwe ontwikkelingen in het gebied te reguleren. De gezichtsbescherming richt zich op de stedenbouwkundige en cultuurhistorische waardering van een gebied en wil het toekomstig functioneren daarvan veiligstellen.